# Mica publicitate
Mica publicitate este un film românesc din 1995 regizat de Cristina Ionescu, Constantin Rădoacă, Flavia Rotaru, Bogdan Cristian Drăgan.

## Distribuție
Distribuția filmului este alcătuită din:
- Irina Ionescu — „Poveste din cartierul de est”
- Clara Vodă — „Unul el și una ea”;„Poate”
- Adina Cartianu — „Concesia”; „Poveste din cartierul de est”
- Crenguța Hariton — „Concesia”
- Geo Dobre — „Unul el și una ea”
- Camelia Zorlescu — „Concesia”

## Primire
Filmul a fost vizionat de 636 de spectatori în cinematografele din România, după cum atestă o situație a numărului de spectatori înregistrat de filmele românești de la data premierei și până la data de 31 decembrie 2014 alcătuită de Centrul Național al Cinematografiei.